# マーク・ペリントン
マーク・ペリントン（Mark Pellington、1962年3月17日 - ）は、アメリカ合衆国の映画監督、映画プロデューサーである。

## 経歴
1962年3月17日、メリーランド州ボルチモアに生まれる。1984年、バージニア大学を卒業した。
U2やP.M.ドーン、デ・ラ・ソウル、クリスタル・ウォーターズ、パール・ジャムなどのミュージック・ビデオを監督した。1997年、『インディアナポリスの夏/青春の傷痕』で長編映画監督デビュー。その後、『隣人は静かに笑う』や『プロフェシー』、『ヘンリー・プールはここにいる 〜壁の神様〜』などを監督している。

## フィルモグラフィー

### 映画
- ザ・エージェント Jerry Maguire （1996年） - 出演
- インディアナポリスの夏/青春の傷痕 Going All the Way （1997年） - 監督
- 隣人は静かに笑う Arlington Road （1999年） - 監督
- プロフェシー The Mothman Prophecies （2002年） - 監督
- U2 3D U2 3D （2007年） - 監督
- ヘンリー・プールはここにいる 〜壁の神様〜 Henry Poole Is Here （2008年） - 監督・製作総指揮
- I Melt with You （2011年） - 監督・製作
- あなたの旅立ち、綴ります The Last Word （2017年） - 監督・製作

### テレビドラマ
- ホミサイド/殺人捜査課 Homicide: Life on the Street （1997年） - 監督
- コールドケース 迷宮事件簿 Cold Case （2003年 - 2007年） - 監督
- ブラインドスポット タトゥーの女 Blindspot （2015年 - 2016年、2020年） - 監督・製作総指揮
- スタートレック:ショートトレック "Q&A" (2019年) - 監督
- スタートレック:ショートトレック "火星の子ら" (2020年) - 監督

## 受賞
- 1993年 - MTV Video Music Awards - 最優秀監督賞（パール・ジャム「ジェレミー」）[6]